# Moormerland
Moormerland er en kommune i Ostfriesland i Landkreis Leer i den tyske delstat Niedersachsen. Med 22.553 indbyggere (2012) er den den næststørste kommune i landkreisen, og har administrationen liggende i byen Warsingsfehn.

## Geografi
Moormerland ligger i den nordvestlige del af Landkreis Leer ved floden Ems med en flodbred på mere end ti km. Floden, der hovedsagelig løber fra syd til nord, beskriver mod nord en bue mod vest til havbugten Dollart. Moormerland ligger i trekanten mellem de tre byer Emden–Aurich–Leer. Kommunen grænser til de to af disse byer, Emden og Leer. Nærmeste storby er Oldenburg (cirka 54 kilometer mod østsydøst) og Groningen i Holland (cirka 62 kilometer mod vestsydvest).

### Nabokommuner
Mod nordvest grænser kommunen Moormerland til den kreisfri by Emden, mod nord til kommunerne Ihlow og Großefehn i Landkreis Aurich. Grænsen til disse dannes hovedsageligt af den lille flod Fehntjer Tief og søerne Timmeler Meer og Boekzeteler Meer, der egge gennemløbes af den sydlige arm af Fehntjer Tief. Mod øst grænser Moormerland til tre kommuner i amtet Hesel: Neukamperfehn, Hesel og på en kort strækning Holtland. Syd for kommunen ligger landkreisens administrationsby (Kreisstadt) Leer. Kommunen Jemgum ligger på den modsatte side af Ems i Rheiderland, og midten af floden udgør kommunegrænsen.